# 稲垣式自動拳銃
稲垣式自動拳銃（いながきしきじどうけんじゅう）は、1940年初頭に開発された自動拳銃である。

## 概要
南部麒次郎の部下の一人であった稲垣岩吉が大日本帝國陸軍を退官後に東京都杉並区にて起業し開発された口径8mm、8連発の中型自動拳銃で、標準的な.32ACP弾を使用する。撃鉄内蔵式のストレートブローバック方式で、官品の拳銃不足を補うために採用されたが、二式拳銃や九四式拳銃と違い、制式採用ではなかった。500挺余りが製造され、主に大日本帝國海軍の航空兵や将校自衛用拳銃として使用されたようで、錨のマークが刻印されているものが極少数米国のコレクターの下で現存している。内部機構の特色としては、ライフリングが12条である事、用心金(トリガーガード)を左にひねって外す事でスライドと銃身を脱着する構造(モーゼルHScやワルサーPPと類似している)である事、スライドを押し戻すリコイルスプリングがスライド後方に2本並列で配置された構造であること、72mmと極端に短い銃身で後方に重心が偏ったような構造である事などが挙げられる。安全装置はフレーム左後方に配置されており、この時期の日本製の銃器では珍しく安全位置の刻印がS、発火位置がFと標示されている。また安全子でFを隠すと安全位置、Sを隠すと発火位置となる。
後に8mm南部弾仕様のものも試作され、同じく民間人の技術者により開発された二式拳銃と共に陸軍のトライアルに供されたが、陸軍第一技術研究所の伊藤眞吉(後に64式7.62mm小銃の開発に携わった技術者と同一人物とみられる)の回想によると、「板ばねを用いた構造が脆弱であった為」稲垣式のみが不採用とされている。8mm南部仕様は3挺程度しか製造されなかったようであるが、こちらも米国に現存品が存在する。
なお、稲垣がはじめ特許を取得した際の図面ではグリップ後方に2本の板ばねが組み込まれた構造となっており、1本がリコイルスプリング、残り1本が撃鉄そのものを兼ねたハンマースプリングとなっているが、.32ACP仕様の現存品ではリコイルスプリングはコイルばねとなり、ハンマーも九四式拳銃と類似したごく一般的なインナーハンマー構造となっている事が確認されており、伊藤が脆弱と評した板ばねを用いた構造がどの時期まで用いられていたのかは明らかにはなっていない。